# Edmund Szklarski
Edmund Mieczysławowicz Szklarski (ros. Эдмунд Мечиславович Шклярский; 26 września 1955 w Leningradzie) – radziecki i rosyjski muzyk-multiinstrumentalista, kompozytor, malarz, lider zespołu Piknik.

## Życiorys
Polak po ojcu – Mieczysławie Szklarskim (1920–2012) – od dziecka używał dwóch języków, rosyjskiego i polskiego, katolik. Ma syna Stanisława, lidera zespołu Incognito.
Pochodzi z rodziny o bogatych tradycjach muzycznych; w szkole muzycznej rozpoczął naukę gry na fortepianie, ale przerwał ją po pięciu latach. Uczył się również grać na skrzypcach, jednak poznanie rock'n'rolla położyło kres jego karierze akademickiej. Ma dyplom z «budowy elektrowni atomowych». W połowie lat 60. poznał takie zespoły jak The Beatles, The Rolling Stones, Animals i pod wpływem ich muzyki rozpoczął naukę gry na gitarze.
Jesienią 1972 roku przez pewien czas próbował gry z zespołem „Akwarium” jako gitarzysta, postanowił jednak pójść swoją drogą. Rok później zapisał się do Leningradzkiego Instytutu Politechnicznego, gdzie była długoletnia tradycja studenckich festiwali i na którym rozwijała się lokalna scena muzyki rockowej; tamtej jesieni założył swój pierwszy zespół Udiwlenije. W tym samym czasie jego rówieśnik Jewgienij Wołoszczuk (później także przyjęty ma Politechnikę) założył grupę Orion. Wiosną 1977 roku Szklarski został klawiszowcem i drugim wokalistą tego zespołu. Niebawem grupa zmieniła nazwę na Piknik i 7 marca 1981 roku zagrała na otwarciu Leningradzkiego Rock Klubu. Wiosną 1983 roku zespół został laureatem pierwszego festiwalu rockowego w Leningradzie.
Podobnie jak Siewa Nowgorodcew Szklarski uważa, że «zwyczajową dla zespołu jest rosyjskojęzyczna publiczność. Śpiewanie w innych językach nie ma sensu. W Polsce – śpiewają po polsku, w Anglii – po angielsku, a my po rosyjsku. I to jest normalne!».
W styczniu 2009 roku Edmund Szklarski został nagrodzony «Świadectwem i Honorowym medalem świętej Tatiany» podpisanym przez metropolitę petersburskiego i ładoskiego Włodzimierza.
Brał udział w dubbingu kreskówki The Nightmare Before Christmas.

## Działalność jako kompozytor
Edmund Szklarski jest autorem muzyki i głównych piosenek z seriali Korolewstwo kriwych i Zakon myszełowki.